# Hey World
「Hey World」（ヘイ・ワールド）は、井口裕香の楽曲。 松尾潔が作詞、馬飼野康二が作曲を手掛けた。井口の4枚目のシングルとして2015年4月29日にワーナー・ブラザース・ホームエンターテイメントから発売された。

## 音楽性
本曲は、テレビアニメ『ダンジョンに出会いを求めるのは間違っているだろうか』のオープニングテーマに起用された。
メロディは、爽やかでドキドキ感のあるキャッチーかつシンプルで繊細な曲に仕上がっている。当初は同アニメの主人公であるベル目線で歌うことを検討したが、本楽曲が井口自身を歌った楽曲でもあるため、キャラソンのように歌うことを避け、自分の言葉で歌うことを心掛けたという。
松尾と馬飼野が担当することを知らされた時は平井堅、東方神起、由紀さおり、西城秀樹、 キャンディーズ、Sexy Zoneといった老若男女分け隔てなく作詞や作曲を手掛けている天下人的な存在であるため当初は冗談のように感じていたという。一方レコーディングでは松尾立ち合いのもとトークを交えつつ行われたが、レコーディングスタジオに向かうまでは緊張していたという。
CDジャーナルは「透明感のあるヴォーカルは物語のスタートにぴったり」と評した。

## シングルリリース
2015年4月29日にワーナー・ブラザース・ホームエンターテイメントから発売された。井口のシングルとしては、前作『rainbow heart ♡ rainbow dream ☆/Strike my soul』以来1年5か月ぶりのリリースとなる。
販売形態は初回限定盤（1000563678）、通常盤（1000563679）、アニメ盤（1000564509）の3種リリース。初回限定盤とアニメ盤にはDVDが同梱されており、初回限定盤には本曲のMV・メイキング・TV-SPOT、アニメ盤には本曲のMVのアニメーションバージョンとインタビューが収録されている。初回限定盤と通常盤のジャケットは井口の写真で、初回限定盤には井口が花畑にいる様子が映されている。アニメ盤のジャケットは同アニメのヒロインであるヘスティアのアニメイラストが使用されている。
初回限定盤・通常盤の2曲目「指先ファンタジー」は、馬飼野から見た井口裕香像をメロディ化したザ・アイドル歌謡風のミディアムバラードソング。
アニメ盤の2曲目「約束 〜僕の詩〜」は、ベルとヘスティアの想いを歌ったミディアム調の曲。レコーディングではSatomiが手掛けた歌詞を大事にするあまり馬飼野のメロディに苦戦を強いられたという。

## シングル収録内容

### 初回限定盤・通常盤
| 全作曲: 馬飼野康二、全編曲: 佐々木裕。 |                                      |           |            |      |
| #                                      | タイトル                             | 作詞      | 作曲・編曲 | 時間 |
| 1.                                     | 「Hey World」                        | 松尾潔    | 馬飼野康二 | 4:37 |
| 2.                                     | 「指先ファンタジー」                 | zopp      | 馬飼野康二 | 4:38 |
| 3.                                     | 「Hey World（Instrumental）」        |           | 馬飼野康二 | 4:37 |
| 4.                                     | 「指先ファンタジー（Instrumental）」 |           | 馬飼野康二 | 4:36 |
| 合計時間:                              | 合計時間:                            | 合計時間: | 18:29      |      |

| #  | タイトル                                   | 作詞 | 作曲・編曲 |
| -- | ------------------------------------------ | ---- | ---------- |
| 1. | 「Hey World」(Music Video)                 |      |            |
| 2. | 「Documentary Of Iguchi Yuka "Hey World"」 |      |            |
| 3. | 「TV-SPOT」                                |      |            |

### アニメ盤
| 全作曲: 馬飼野康二。 |                               |           |            |          |      |
| #                    | タイトル                      | 作詞      | 作曲・編曲 | 編曲     | 時間 |
| 1.                   | 「Hey World」                 | 松尾潔    | 馬飼野康二 | 佐々木裕 | 4:37 |
| 2.                   | 「約束 〜僕の詩〜」           | Satomi    | 馬飼野康二 | 前口渉   | 3:37 |
| 3.                   | 「Hey World（TV size）」      |           | 馬飼野康二 |          | 1:33 |
| 4.                   | 「Hey World（Instrumental）」 |           | 馬飼野康二 |          | 4:37 |
| 5.                   | 「約束〜僕の詩〜」            |           | 馬飼野康二 |          | 3:35 |
| 合計時間:            | 合計時間:                     | 合計時間: | 合計時間:  | 18:01    |      |

| #  | タイトル                                                 | 作詞 | 作曲・編曲 |
| -- | -------------------------------------------------------- | ---- | ---------- |
| 1. | 「Hey World」(Music Video（Animation ver.）)             |      |            |
| 2. | 「IGUCHI YUKA 4th single "Hey World" SPECIAL INTERVIEW」 |      |            |

## チャート
| チャート（2015年）                | 最高位 |
| --------------------------------- | ------ |
| オリコン                          | 20     |
| Billboard Japan Hot 100           | 27     |
| Billboard Japan Hot Animation     | 11     |
| Billboard Japan Hot Singles Sales | 18     |
| こむちゃーと2015☆年間ベスト10     | 1      |